# Tetragona truncata
Tetragona truncata là một loài Hymenoptera trong họ Apidae. Loài này được Moure mô tả khoa học năm 1971.